# Ендре Ботка
Ендре Ботка (угор. Endre Botka, нар. 25 квітня 1994, Будапешт) — угорський футболіст, захисник клубу «Ференцварош».
Виступав, зокрема, за клуб «Гонвед», а також національну збірну Угорщини.
Чемпіон Угорщини.

## Клубна кар'єра
Народився 25 квітня 1994 року в місті Будапешт.
У дорослому футболі дебютував 2013 року виступами за другу команду «Гонвед», в якій провів один сезон, взявши участь у 19 матчах чемпіонату.
Згодом з 2013 по 2015 рік грав у складі команд «Гонвед» та «Кечкемет».
Своєю грою за останню команду знову привернув увагу представників тренерського штабу клубу «Гонвед», до складу якого повернувся 2015 року. Цього разу відіграв за клуб з Будапешта наступні два сезони своєї ігрової кар'єри. Більшість часу, проведеного у складі «Гонведа», був основним гравцем захисту команди.
До складу клубу «Ференцварош» приєднався 2017 року. Станом на 31 березня 2020 року відіграв за клуб з Будапешта 61 матч в національному чемпіонаті.

## Виступи за збірні
2009 року дебютував у складі юнацької збірної Угорщини (U-16), загалом на юнацькому рівні взяв участь у 9 іграх, відзначившись одним забитим голом.
Протягом 2014–0 років залучався до складу молодіжної збірної Угорщини. На молодіжному рівні зіграв у 4 офіційних матчах.
2016 року дебютував в офіційних матчах у складі національної збірної Угорщини.
| Дата       | Місто    | Господарі | Результат | Гості  | Турнір           | Голи | Примітки |
| ---------- | -------- | --------- | --------- | ------ | ---------------- | ---- | -------- |
| 15-11-2016 | Будапешт | Угорщина  | 0 – 2     | Швеція | товариський матч | -    | 69'      |
| Усього     |          | Матчів    | 1         |        | Голів            | 0    |          |

## Титули і досягнення
- Чемпіон Угорщини (5):

«Ференцварош»:  2018-19, 2019-20, 2020-21, 2021-22, 2022-23
- Володар Кубка Угорщини (1):

«Ференцварош»: 2021-22